# День незалежності Фінляндії
День Незалежності Фінляндії (фін. itsenäisyyspäivä, швед. självständighetsdagen) — національне державне свято, що відзначається 6 грудня на честь проголошення Фінляндією незалежності від Російської імперії.
Рух за незалежність Фінляндії розпочався після революції в Росії, котру спричинили заворушення через поразки у Першій світовій війні. Такий розвиток подій дав нагоду Фінляндії вийти з-під впливу Росії.
Після декількох розбіжностей між не-соціалістами і соціал-демократами про те, хто повинен мати владу в Фінляндії, парламент, на чолі з Пером Евіндом Свінгувудом, проголосив Фінляндію як незалежною державою 6 грудня 1917 року.
День Незалежності вперше відзначався у 1919 році. Однак, в перші роки незалежності 6 грудня було в деяких частинах Фінляндії незначним святом, на противагу 16 травня — яке було святковим днем для Білих, котрі перемогли про-комуністичні сили у Фінській громадянській війні 1918 року.
Протягом перших десятиліть незалежності, День Незалежності був дуже урочистим святом, котре відзначали патріотичними промовами і службами Божими. З 1970 року святкування набрали більш життєвого вигляду — магазини почали прикрашати свої вітрини синім і білим, кольорами фінського прапора, пекарі почали пекти торти з синьою та білою глазур'ю. Сьогодні, рок-зірки і артисти сприймаються як ті, що гідно показують фінський патріотизм.
Серед урочистостей, що відзначаються в цей день, почесною вважається прийому у Президента. Президент Фінляндії приймає велику кількість відомих фінів, а також іноземних громадян, які зробили щось корисне для Фінляндії, у своїй резиденції. Президентський прийом має назву «Бал у замку» (фін. Linnan juhlat). Ці прийоми завжди транслюються телебаченням і збирають велику кількість глядачів.
Для багатьох фінських родин традиційно у цей день запалювати дві свічки — синю й білу — в кожному вікні свого будинку у вечірній час. Цей звичай походить з 1920-их років, але ще раніше свічки ставили у вікна в день народження поета Йогана Людвіга Рунеберга, як мовчазний протест проти російського гноблення. Популярна легенда каже, що дві свічки використовувалися як знак для інформування молодих фінів на їх шляху до Швеції та Німеччини, щоб стати єгерами, що будинок готовий запропонувати житло і прихистити від росіян.